# Stola (paramento liturgico)

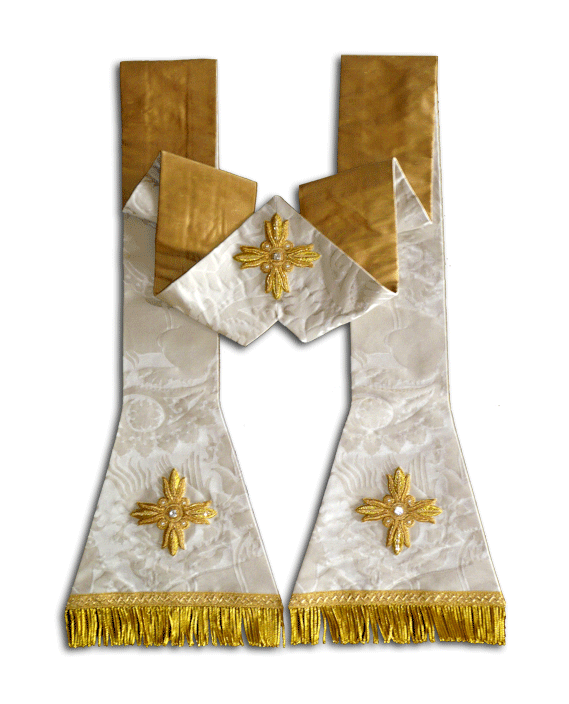
Stola bianca

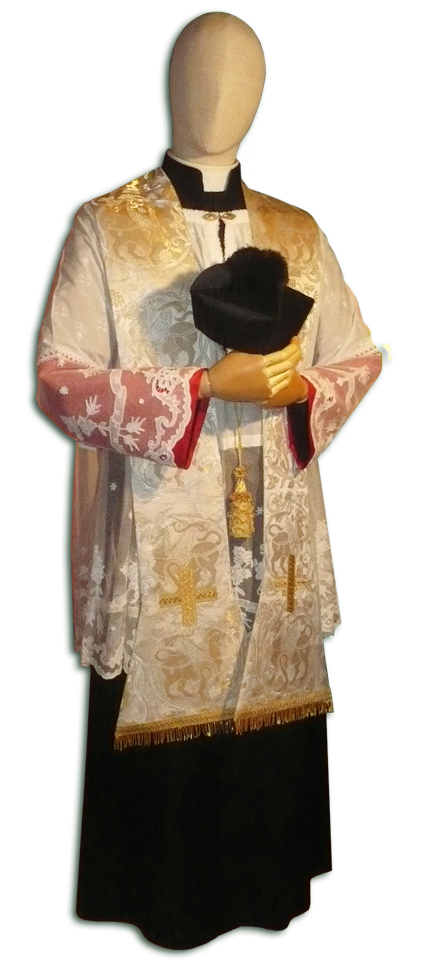
Stola pastorale

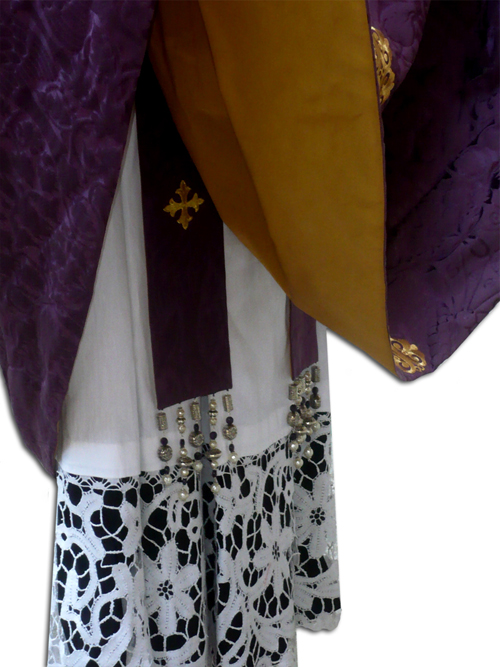
Stola indossata sotto la casula

La stola è un paramento liturgico utilizzato dai vescovi, dai presbiteri e dai diaconi della Chiesa cattolica e di altre comunità cristiane di tradizione occidentale (come le chiese anglicane e le vetero-cattoliche).
È costituita da una striscia di stoffa lunga tra i 200 e i 250 centimetri ed è ornata generalmente con tre croci, una a ciascuna estremità ed una al centro; la stola può essere più o meno decorata con ricami e il suo colore varia a seconda del tempo liturgico.
Alla stola si attribuisce il significato di richiamo sia al dolce giogo di Gesù («poiché il mio giogo è dolce e il mio carico leggero», Mt 11,30), sia ai «fiumi d'acqua viva che scendono sugli eletti» (Gv 7,38), come anche alla sapienza e pazienza necessarie al sacerdote per compiere il proprio ministero nell'interpretazione di papa Innocenzo III che riprende Eb 10,36.
L'equivalente della stola in alcuni riti orientali è l'epitrachelion per i sacerdoti e l'orario per i diaconi.

## Rito romano
Poiché è l'elemento distintivo proprio del ministro ordinato, l'utilizzo della stola è sempre obbligatorio nelle celebrazioni e nei riti da parte del vescovo, del presbitero e del diacono.
Nell'indossarla sopra il camice (che può essere legato con un cingolo), il sacerdote (vescovo o presbitero) la fa scendere diritta, dalle spalle sino alle gambe, mentre il diacono la indossa trasversalmente, dalla spalla sinistra al fianco destro.
Nella celebrazione della messa, l'Ordinamento Generale del Messale Romano (OGMR) indica che il sacerdote (vescovo o presbitero) porta sopra la stola la casula o la  pianeta e il diacono la dalmatica. La dalmatica si può tralasciare o per necessità o per il grado minore di solennità. Similmente, per un ragionevole motivo, per esempio per mancanza di un numero sufficiente di casule/pianete, gli eventuali sacerdoti concelebranti possono usare solo la stola sopra il camice, mentre però l'uso della casula/pianeta è sempre obbligatorio per il celebrante principale della messa.
Il presbitero che celebra la messa usando l'edizione 1962 del Messale Romano indossa la stola incrociata sul petto, con la parte destra sopra la parte sinistra, come prescrive il Ritus servandus in celebratione Missae di tale edizione.
La stessa edizione del Messale Romano raccomanda la seguente preghiera per accompagnare l'azione di mettersi la stola prima della messa:
(Preghiera ad stolam.)

### Tipi particolari di stola
La stola pastorale è un tipo di stola che viene indossata dai presbiteri e dai vescovi sopra l'abito corale e sotto il piviale, quando ne fanno uso. Scende dritta sul petto ed è qui unita da un cordone o da una fettuccia. Spesso è decorata con ricami.
Negli anni immediatamente successivi al Concilio Vaticano II è stata commercializzata una particolare tipologia di stola, la cosiddetta tristola, caratterizzata da una terza banda verticale ricadente sul dorso ed impropriamente utilizzata in particolar modo come sostitutivo della casula o pianeta. Nel 1989 la Congregazione per il culto divino e la disciplina dei sacramenti l'ha dichiarata illecita.
Nelle edizioni del Messale Romano precedenti quella del 1962 si prevedeva l'uso, nelle messe solenni dei tempi dell'Avvento e della Quaresima (con eccezione delle domeniche Gaudete e Laetare) e in altri giorni penitenziali, dello stolone, in latino stola latior, che il diacono, deposta la pianeta plicata, indossava dal canto del Vangelo alla Comunione. Veniva portato sopra la stola diaconale ed era della stessa forma, ma più largo e privo di qualsiasi decorazione.
Il Codice delle Rubriche del Breviario e del Messale Romano del 1960 dichiarò aboliti sia lo stolone sia la pianeta plicata.

### Stola di non chierici
Un uso particolare della stola è quello delle monache certosine che, "dopo la professione solenne o la donazione perpetua, possono ricevere la consacrazione delle vergini. Tale consacrazione avviene con un rito particolare; esso consiste non solo nella consegna da parte del Vescovo del velo e dell'anello, segni esterni dell'unione indissolubile allo Sposo divino, ma anche nella consegna della stola. Ciò conferisce alle consacrate qualche privilegio liturgico, il più importante dei quali è la proclamazione liturgica del Vangelo in alcune occasioni".

## Rito ambrosiano
Nel rito ambrosiano, il diacono indossa la stola sopra la dalmatica in diagonale: dalla spalla sinistra al fianco destro; anticamente la si lasciava cadere quasi verticalmente lungo la schiena.

## Galleria d'immagini

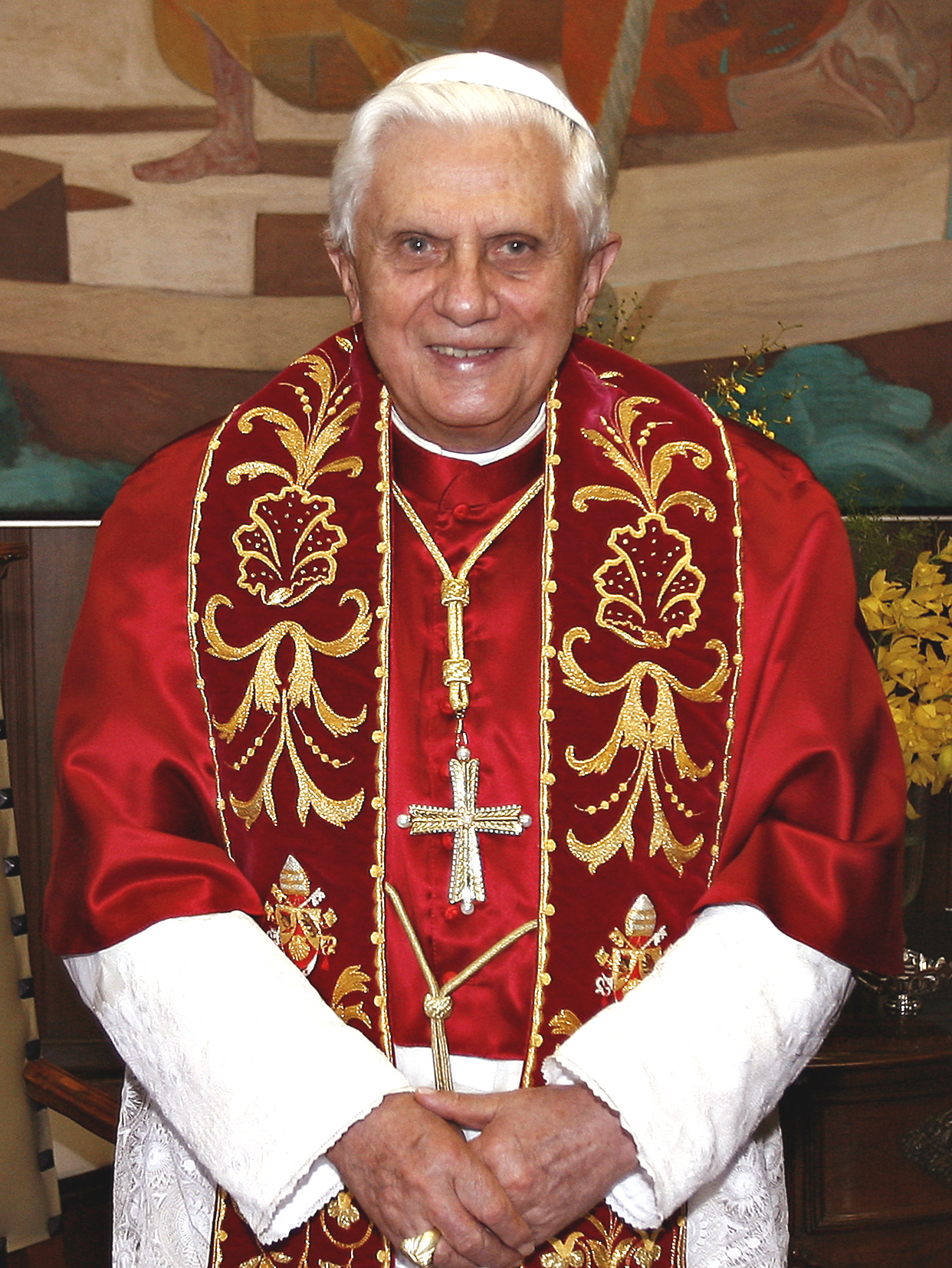
Papa Benedetto XVI con stola pastorale
Stole papali rossa e bianca
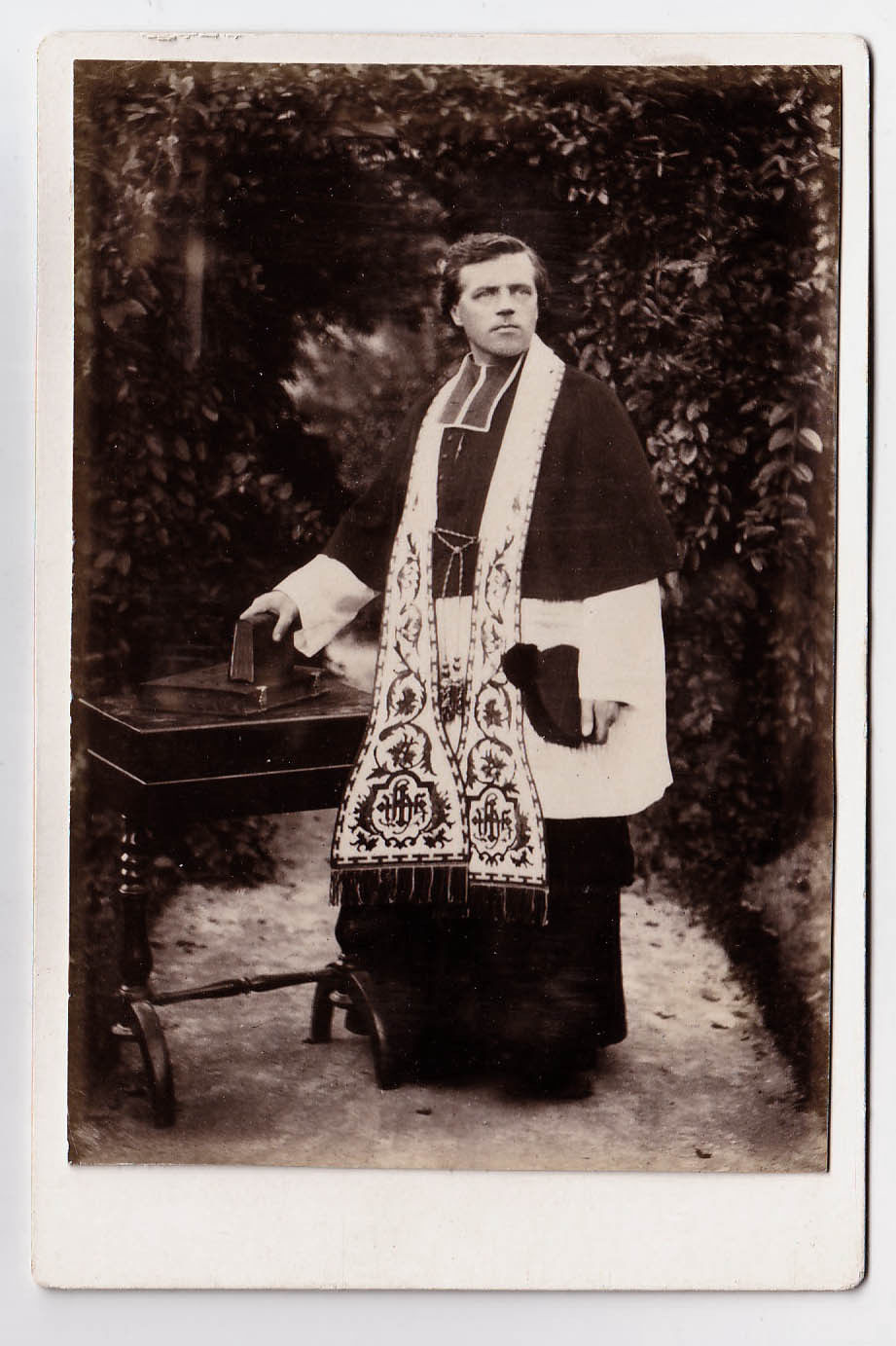
Prete francese con stola pastorale (c. 1890)
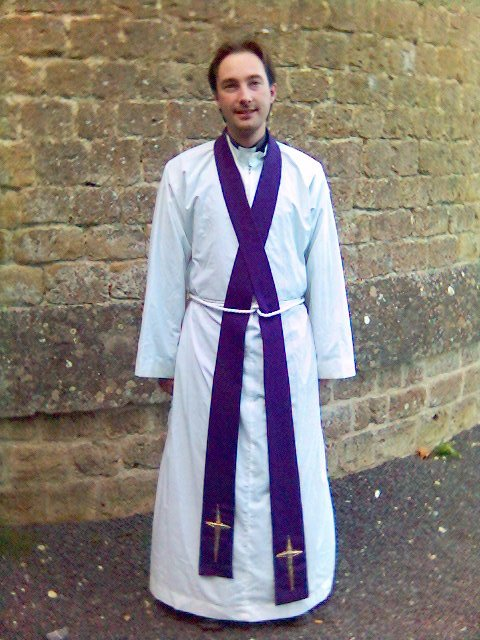
Modello con stola anglicana incrociata sinistra parte sopra destra
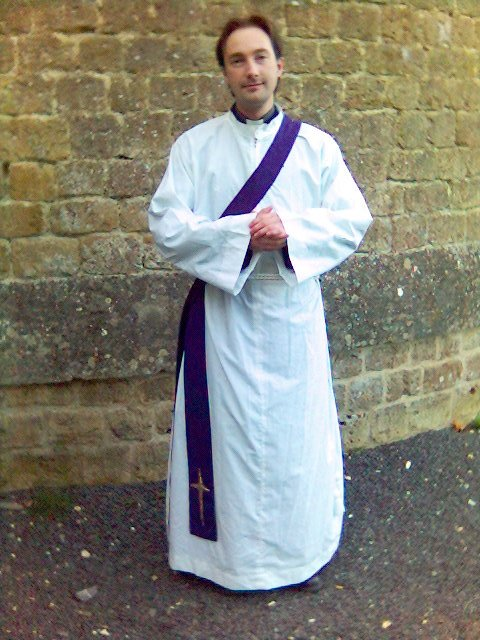
Modello con stola diaconale anglicana
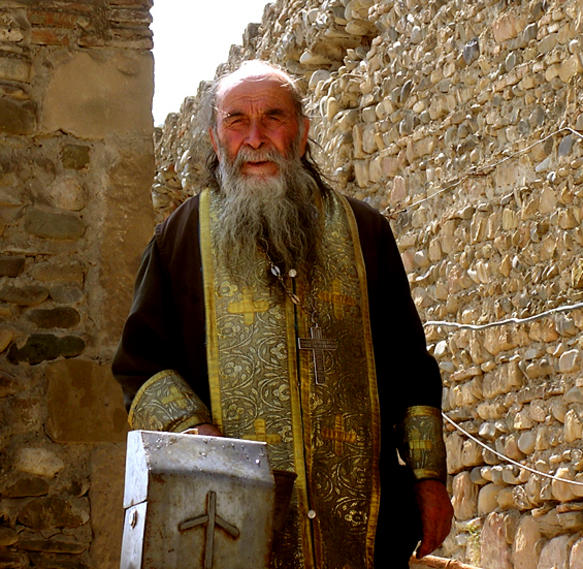
Prete georgiano con l'epitrachelion